# Tarkianita
La tarkianita és un mineral de la classe dels sulfurs. Rep el seu nom del professor Mahmud Tarkian (1941), especialista en microscòpia mineral de la Universitat d'Hamburg (Alemanya), que es va descriure per primera vegada el material sintètic i va determinar la seva estructura.

## Característiques
La tarkianita és un sulfur de fórmula química (Cu,Fe)(Re,Mo)₄S₈. Va ser aprovada com a espècie vàlida per l'Associació Mineralògica Internacional l'any 2003. Cristal·litza en el sistema isomètric. Es troba en forma de grans microscòpics de fins a 0,1 mil·límetres de diàmetre, inclosos en pentlandita i pirrotita. La seva duresa a l'escala de Mohs es troba entre 5,5 i 6.
Segons la classificació de Nickel-Strunz, la tarkianita pertany a «02.DB: Sulfurs metàl·lics, M:S = 2:3» juntament amb els següents minerals: antimonselita, bismutinita, guanajuatita, metastibnita, pääkkönenita, estibina, ottemannita, suredaïta, bowieïta, kashinita, montbrayita, edgarita i cameronita.

## Formació i jaciments
Va ser descoberta a la mina de níquel d'Hitura, a Nivala, a la regió del Nord de Finlàndia. També ha estat descrita al dipòsit de coure i níquel d'Ekojoki (Vammala, Finlàndia), al complex Coldwell (Ontario, Canadà), al complex Stillwater (Montana, Estats Units), al dipòsit de coure i níquel de Monchegorsk (Múrmansk, Rússia) i al massís ultramàfic de Lukkulaisvaara (República de Carèlia, Rússia).